# 冯英浚
冯英浚（1940年12月—），男，北京人，中国数学家，曾任哈尔滨工业大学数学系副系主任、教授，中国运筹学会副理事长。